# Ли-Фонтен
Ли-Фонте́н (фр. Ly-Fontaine) — коммуна во Франции, находится в регионе Пикардия. Департамент коммуны — Эна. Входит в состав кантона Рибмон. Округ коммуны — Сен-Кантен.
Код INSEE коммуны — 02446.

## Население
Население коммуны на 2010 год составляло 120 человек.
| 1962 | 1968 | 1975 | 1982 | 1990 | 1999 | 2010 |
| ---- | ---- | ---- | ---- | ---- | ---- | ---- |
| 90   | 83   | 89   | 77   | 72   | 87   | 120  |

## Экономика
В 2010 году среди 83 человек трудоспособного возраста (15—64 лет) 55 были экономически активными, 28 — неактивными (показатель активности — 66,3 %, в 1999 году было 75,5 %). Из 55 активных жителей работали 50 человек (26 мужчин и 24 женщины), безработных было 5 (1 мужчина и 4 женщины). Среди 28 неактивных 11 человек были учениками или студентами, 5 — пенсионерами, 12 были неактивными по другим причинам.